# Украјинска гркокатоличка црква Христа Царја
Украјинска гркокатоличка црква Христа Царја је вјерски објекат украјинских гркокатолика у Бањој Луци. Срушена је за вријеме бомбардовања Бање Луке у Другом светском рату. Земљиште за изградњу цркве је купљено 1930. године. Темељи данашње цркве су постављени 1998. године, а зидарски и молерски радови су завршени око 2010. Црква још увијек није потпуно изграђена. Данашња црква се налази у ул. Српској у Бањој Луци.
Црква Христа Царја, је врјерски објекат у саставу гркокатоличке Крижевачке епархије, која обухвата све гркокатолике на подручју Словеније, Хрватске и Босне и Херцеговине. Крижевачка епархија и Крстурска епархија у Србији данас чине Гркокатоличку цркву у Хрватској и Србији која литургију обавља на словенском обреду и користи црквенословенски језик и ћирилицу.